# Azd
Azd o Asd són dues confederacions tribals d'Aràbia a l'antiguitat, a l'Asir (Azd Sarat) i a l'Oman (Azd Uman) que es van fusionar a l'època islàmica a Bàssora i el Khorasan.
Els Azd Sarat van adoptar l'islam el 631 i encara que van protagonitzar algun incident durant la Rida o apostasia (632) foren portats a l'orde per Uthman ibn al-Asi governador de Taif. El 634 el califa Omar va enviar grups d'Azd a l'Eufrates, i van poblar Bàssora i Kufa i fins i tot alguns van anar a Egipte. Els Azd de Bàssora van agafar sota la seva protecció al governador Ziyad ibn Abihi, amenaçat pels tamimites, a partir del 658.
El Azd Uman van emigrar en part vers el 680 cap a Bàssora. Els que van restar van crear un emirat a Zara al segle ix. Els que es van establir a Bàssora es van unir als Azd Sarar i es van fusionar, i es van aliar als Rabia, fent part així dels grups oposats als tamimites.
El governador Ubayd-Al·lah ibn Ziyad va trobar el suport dels Azd quan va morir el califa Yazid I (683) i els tamimites es van revoltar; en les lluites que van seguir va morir Massud ibn Amr al-Atakí, cap de la coalició dels Azd i els Rabia; finalment al-Àhnaf ibn Qays, el cap tamimita, va poder posar orde i es va establir un modus vivendi però la situació va restar tensa i es va traslladar també al Khorasan on la tribu dels Azd aliada als Rabia i dirigides pels muhallàbides, va passar a ser la dominant.
Després de la desgràcia dels muhallàbides, els azd van contribuir a la derrota i mort de Qutayba ibn Múslim (715) governador del Khorasan entre el 705 i la seva mort. Van exercir certa hegemonia a la província fins a la pujada al tron de Yazid II (720) però l'eliminació dels muhal·làbides va suposar la seva pèrdua d'influència i van quedar sota domini dels governadors de la tribu dels Kays o kaysites (qaysites). L'hostilitat dels Azd contra aquestos va debilitar a la dinastia omeia i fou una de les causes de la seva caiguda.
Cap al final de la dinastia, l'oposició dels Azd al governador de Khorasan Nasr ibn Sayyar (738-748), va facilitar l'arribada d'Abu-Múslim (748); també a Bàssora es va revoltar contra els omeies però foren derrotats pels tamimites, i això els va abocar en braços dels abbàssides.